# Vossia cuspidata
Vossia cuspidata là một loài thực vật có hoa trong họ Hòa thảo. Loài này được (Roxb.) Griff. miêu tả khoa học đầu tiên năm 1851.